# Comuna de Pielgrzymka
Pielgrzymka (polaco: Gmina Pielgrzymka) é uma gminy (comuna) na Polónia, na voivodia de Baixa Silésia e no condado de Złotoryjski. A sede do condado é a cidade de Pielgrzymka.
De acordo com os censos de 2004, a comuna tem 4802 habitantes, com uma densidade 45,7 hab/km².

## Área
Estende-se por uma área de 105,15 km², incluindo:
- área agricola: 73%
- área florestal: 18%

## Demografia
Dados de 30 de Junho 2004:
|                      | Total   | Total | Mulheres | Mulheres | Homens  | Homens |
| -------------------- | ------- | ----- | -------- | -------- | ------- | ------ |
|                      | pessoas | %     | pessoas  | %        | pessoas | %      |
| População            | 4802    | 100   | 2411     | 50,2     | 2391    | 49,8   |
| Densidade (pop./km²) | 45,7    | 100   | 22,9     | 22,9     | 22,7    | 22,7   |

De acordo com dados de 2002, o rendimento médio per capita ascendia a 1234,13 zł.

## Subdivisões
- Czaple, Nowa Wieś Grodziska, Nowe Łąki, Pielgrzymka, Proboszczów, Sędzimirów, Twardocice, Wojcieszyn.

## Comunas vizinhas
- Lwówek Śląski, Świerzawa, Warta Bolesławiecka, Wleń, Zagrodno, Złotoryja